# Van 't Hoff-vergelijking
De van-'t-hoffvergelijking (ook bekend als de van-'t-hoff-isochoor) is een begrip uit de chemische thermodynamica die een verandering in temperatuur ({\displaystyle T}) relateert aan de verandering in een evenwichtsconstante ({\displaystyle K}), uitgaande van de standaardreactie-enthalpie ({\displaystyle \Delta _{\rm {r}}H^{\ominus }}) van een proces. De vergelijking werd voor het eerst afgeleid door en is genoemd naar de Nederlandse scheikundige Jacobus van 't Hoff (1852-1911). De algemene vorm van de vergelijking luidt:
{\displaystyle {\frac {{\rm {d}}\ln K}{{\rm {d}}T}}={\frac {\Delta _{\rm {r}}H^{\ominus }}{RT^{2}}}}
Hierbij is {\displaystyle R} de gasconstante.
De van-'t-hoffvergelijking volgt uit de gibbs-helmholtzvergelijking
{\displaystyle \left({\frac {\partial \left(G/T\right)}{\partial T}}\right)_{p}=-{\frac {H}{T^{2}}}}
en het verband van de evenwichtsconstante met de standaardreactiegibbsenergie.
{\displaystyle \Delta _{\rm {r}}G^{\ominus }=-RT\ln {K}}

## Toepassing
De van-'t-hoffvergelijking geeft de theoretische verklaring voor evenwichtsverschuivingen onder invloed van de temperatuur, wat het principe van Le Chatelier slechts kwalitatief beschrijft.
Bovenstaande differentiaalvergelijking kan geïntegreerd kan worden, en indien de reactie-enthalpie constant is bij de veranderende temperatuur, geeft dit:
{\displaystyle \ln \left({\frac {K_{2}}{K_{1}}}\right)={\frac {\Delta _{\rm {r}}H^{\ominus }}{R}}\left({\frac {1}{T_{1}}}-{\frac {1}{T_{2}}}\right)}
In deze vergelijking is {\displaystyle K_{1}} de evenwichtsconstante bij temperatuur {\displaystyle T_{1}} en {\displaystyle K_{2}} de evenwichtsconstante bij temperatuur {\displaystyle T_{2}.}
De van-'t-hoffvergelijking kan herschreven worden tot
{\displaystyle {\frac {{\rm {d}}\ln K}{{\rm {d}}(1/T)}}=-{\frac {\Delta _{\rm {r}}H^{\ominus }}{R}}}
wat de basis levert van zogenaamde van-'t-hoffplots, grafieken van {\displaystyle \ln {K}} in functie van {\displaystyle 1/T}, waar men eenvoudig uit de helling de standaardreactie-enthalpie afleidt.